# Canthyporus sigillatus
Canthyporus sigillatus är en skalbaggsart som först beskrevs av Guignot 1955.  Canthyporus sigillatus ingår i släktet Canthyporus och familjen dykare. Inga underarter finns listade i Catalogue of Life.